# Jean Dufournet
Jean Dufournet, né le 13 mars 1933 à Thônes et mort le 5 mai 2012 à Férolles-Attilly, est un historien médiéviste et romaniste français.

## Biographie

### Jeunesse et scolarité
Jean Dufournet, qui a grandi dans les Alpes françaises, a été scolarisé au Lycée du Parc à Lyon. Il est normalien (promotion 1954). En 1957, il obtint son agrégation avec pour spécialité la grammaire.

### Carrière
Il a enseigné à Arras et à Rabat et a été assistant à l'université de Clermont-Ferrand entre 1960 et 1964.
À partir de 1964, il a enseigné à l'université de Montpellier. Il obtient son habilitation de professeur et écrit, notamment, La destruction des mythes dans les mémoires de Philippe de Commynes (Genève, Droz, 1966), et  Introduction aux Mémoires de Philippe de Commynes. Il fut professeur à Montpellier de 1967 à 1970.
De 1970 jusqu'à sa retraite en 1994, il était professeur de littérature française du Moyen Âge à l'université de Paris III (aussi comme vice-président).
Dufournet était membre de l'Académie finlandaise des sciences (1995) et l'Académie royale des sciences, des lettres et des beaux-arts de Belgique (1998) et a un doctorat honorifique de l'université Loránd Eötvös de Budapest (1985).
En 1974, il publie pour la Revue des langues romanes et a été co-rédacteur en chef de la revue Moyen Âge. Il a aussi été rédacteur en chef de plusieurs séries de publications, et éditeur et traducteur de nombreux textes du Moyen Âge.

## Publications
- Le Roman de Renart, Paris, Édition Flammarion, 1985, établi et traduit par Jean Dufournet et Andrée Méline.
- 1994 : La mort du roi Arthur ou Le crépuscule de la chevalerie (avec Nelly Andrieux-Reix, Mario Bastide, Emmanuèle Baumgartner), coll. Unichamp, éditions Honoré Champion •  (ISBN 978-2-85203-711-3)
- 1998 : Fabliaux du Moyen Âge, traduction et édition de Jean Dufournet, Paris, Flammarion, coll. GF n° 972, édition mise à jour en 2014 •  (ISBN 978-2-0813-5124-0)
- 2018 : Perceval ou Le Conte du graal de Chrétien de Troyes (sous la direction de  Hervé-François Fournier), traduction Jean Dufournet, 160 pages, Flammarion •  (ISBN 978-2-08143-306-9)

## Crédit d'auteurs
- (de) Cet article est partiellement ou en totalité issu de l’article de Wikipédia en allemand intitulé « Jean Dufournet » (voir la liste des auteurs).